# 库尔韦卢
库尔韦卢是巴西米纳斯吉拉斯州的一个市镇。总面积3295.9平方公里，总人口74409人，人口密度22.6人/平方公里。